# Седанги
Седа́нги (вьет. Xơ đăng) — народ во Вьетнаме. Проживает в провинциях Зялай, Контум, Даклак, Куангнам, Биньдинь, Куангнгай. Численность — 127 тыс. чел. (1999 г.) Делится на три группы: собственно седанги, халанг и хазонг. К ним же относят ронгао, ассимилированных седангами. Язык — седангский бахнарской группы мон-кхмерской ветви австроазиатской семьи языков.

## Хозяйство
Основные занятия — подсечно-огневое земледелие, преобладает горное (культуры — рис, маниок, кукуруза, батат), садоводство, разведение свиней, буйволов, птиц, охота, рыболовство, ткацкое и кузнечное ремёсла, плетение из бамбука. Этническая группа тэдра владеет искусством ковки железа и снабжает орудиями сородичей. Имеет большое значение добыча железа.
В некоторых районах недавно перешли к поливному земледелию. Используются буйволы как рабочая сила. Горное селение — единственная общественная единица, располагается в дремучем лесу. Оно напоминает крепость с оборонительными сооружениями, рвом. Выйти из него можно только в одном месте. Жизнь организована по законам военного времени, неженатые мужчины и вдовцы ночуют в общинном доме, при оружии, в боевой готовности.
Традиционное жилище — длинный свайный дом, заселен большой семьёй. Но в нём также родственники и сироты. Теперь такой уклад жизни уходит в прошлое. Малая молодая семья предпочитает жить отдельно.
Мужской дом (ронг) — шестиугольный, свайный, с четырёхскатной крышей.
Одежда — в основе — набедренная повязка, была известна одежда из луба. У женщин — накидки типа сарафана.

## Духовная культура
Духовная и культурная жизнь седангов связана с сельским хозяйством. Праздники приурочены к началу обработки полей и к уборке урожая. Свадьбы и новоселья проводились между уборкой урожая и посевными работами.
Фольклор довольно богат и разнообразен. Есть народный эпос, игры, танцы.
Из мифологии в почёте Сет (Сет Сам Брам), культурный герой. Это — брат Рока, оба они — сыновья Глаиха, но Рок почитается банарами, и Глаих (бог неба) также. Седанги считают себя потомками Сета.